# Badzarragczaagijn Dżamsran
Badzarragczaagijn Dżamsran (mong. Базаррагчаагийн Жамсран, ur. 12 grudnia 1950) – mongolski zapaśnik walczący w stylu wolnym. Olimpijczyk z Monachium 1972, gdzie odpadł w eliminacjach w wadze minimuszej (48 kg). Srebrny medalista mistrzostw świata z 1971 i czwarty w 1969 roku.
- Turniej w Monachium 1972

W pierwszej walce przegrał z zawodnikiem RFN Rolfem Lacourem, a w drugiej z Irańczykiem Ebrahimem Dżawadim.